# 이창윤 (희극인)
이창윤(1992년 5월 13일~)은 대한민국의 희극인이다. KBS 공채 30기 개그맨으로 데뷔했다.

## 학력
- 인덕대학교 방송연예과

## 출연 작품
- 《개그콘서트》

〈민상토론〉
〈횃불 투게더〉
〈리액션 야구단〉
〈웰컴 투 코리아〉
〈환상의 커플〉
〈고집불통〉
〈왜딩〉
〈웰컴백쇼〉
〈넘사벽〉
〈클라이막장〉
〈이럴 줄 알고〉
〈영화는 영화다〉
〈평양의 후예〉
〈세젤예〉
〈민상토론2〉
〈억울한 영길씨〉
〈핵갈린 늬우스〉
〈아무말 대잔치〉
〈힘을 내요! 슈퍼 뚱맨〉
〈연기돌〉
〈일당 Back〉
〈잠깐만 홈쇼핑〉
〈전지적 구경 시점〉
〈심폐소생사진전〉
- 웹드라마

편의점 베짱이 - 창윤 역